# Cataplexia
A cataplexia designa, em medicina, a atonia muscular súbita que provoca a queda do doente, que fica consciente, mas incapaz de falar ou de se mexer, o que é considerado uma experiência assustadora e desagradável.
A cataplexia é um sintoma apresentado pelo distúrbio conhecido como narcolepsia. A narcolepsia, que apresenta também sonolência intensa durante o dia, prejudicando as atividades diárias, é um dos vários distúrbios do sono conhecidos.
Pode ocorrer logo após o acordar, e geralmente dura pouco tempo.